# Famille Accurti de Königsfels
 (juillet 2024).
Si vous disposez d'ouvrages ou d'articles de référence ou si vous connaissez des sites web de qualité traitant du thème abordé ici, merci de compléter l'article en donnant les références utiles à sa vérifiabilité et en les liant à la section « Notes et références ».
La famille Accurti von Königsfels est une famille patricienne de Venise, originaire de l'empire austro-hongrois. Elle est agrégée à la noblesse de Venise pour son mérite.

## Historique
Michele (°1774) est dès 1797 capitaine de vaisseau de la marine impériale autrichienne ; il est méritant au siège d'Ancône (1799), commanda la flottille du Lac de Garde (1813-14) et commanda la flotte de protection de la navigation du Levant (1824-25). Il fut confirmé dans sa noblesse par Résolution Souveraine du 12 avril 1827, orné de l'ordre de seconde classe de la Couronne de Fer (1828) en tant que contre-amiral. Avec diplôme du 31 mai 1829, lui fut accordé le grade et titre de Baron, transmissible à tous ses descendants des deux sexes. Il est décoré de l'ordre brésilien de Saint-Benoît d'Avis après son voyage en 1817 à Rio Janeiro comme Commandant de la frégate L'Auguste, ayant escortée l'archiduchesse Marie-Léopoldine, en vue d'épouser l'Empereur du Brésil Don Pedro.

## Armes

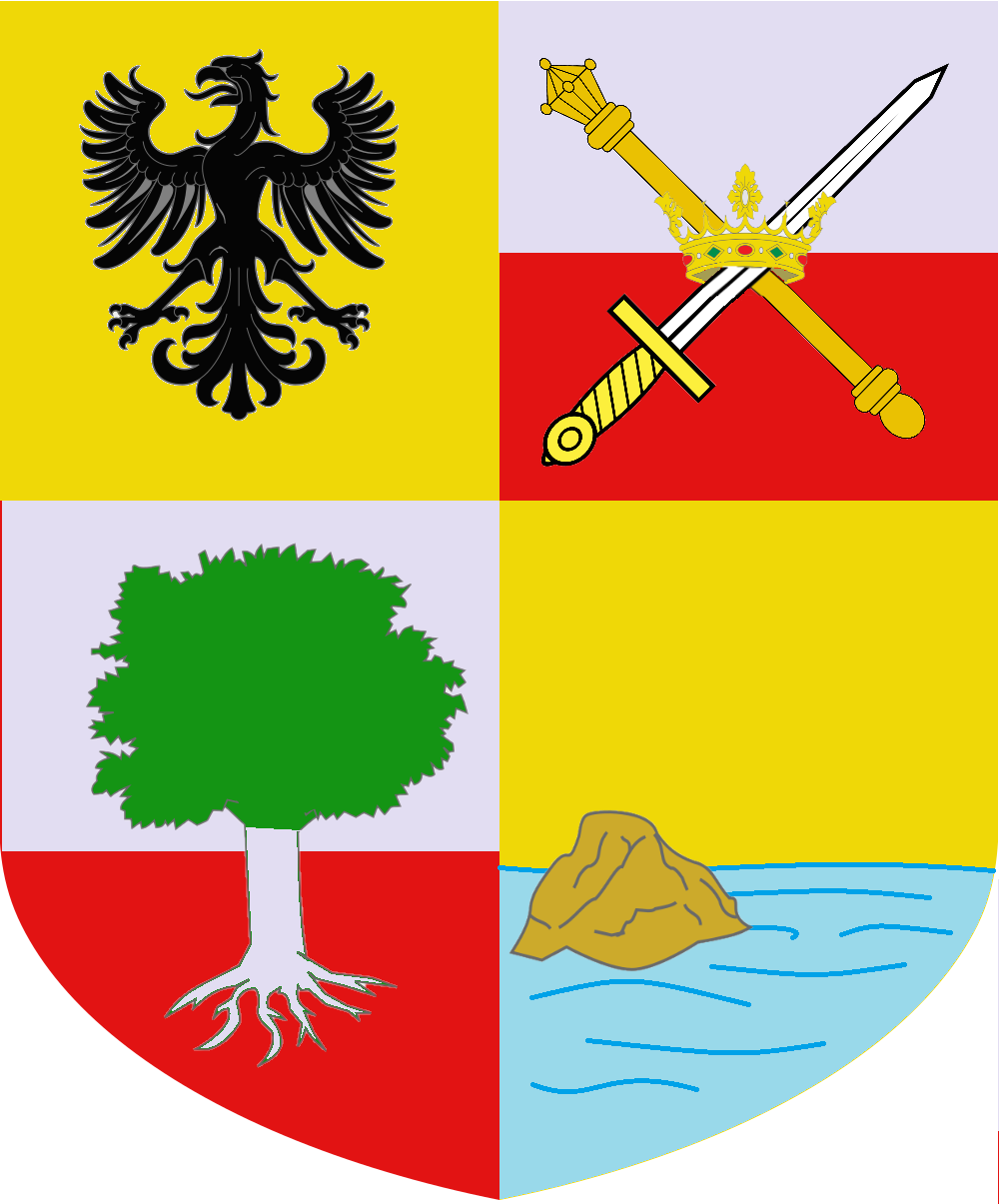
armes des Accurti von Königsfels

Les armes des Accurti de Königsfels sont écartelés : au premier, d'or, à l'Aigle (au vol étendu) de sable ; au second, coupé d'argent, sur gueules, à un sceptre d'or en bande, et une épée d'argent, garnie d'or en barre, passés en sautoir dans une couronne d'or ; au troisième coupé d'argent, sur gueules, à un arbre arraché de sinople, fûté d'argent, brochant sur le coupé ; au quatrième de gueules, à un rocher posé à dextre et mouvant d'une mer, le tout au naturel. Deux casques couronnés.